# 프라우엔키르헤 (뮌헨)

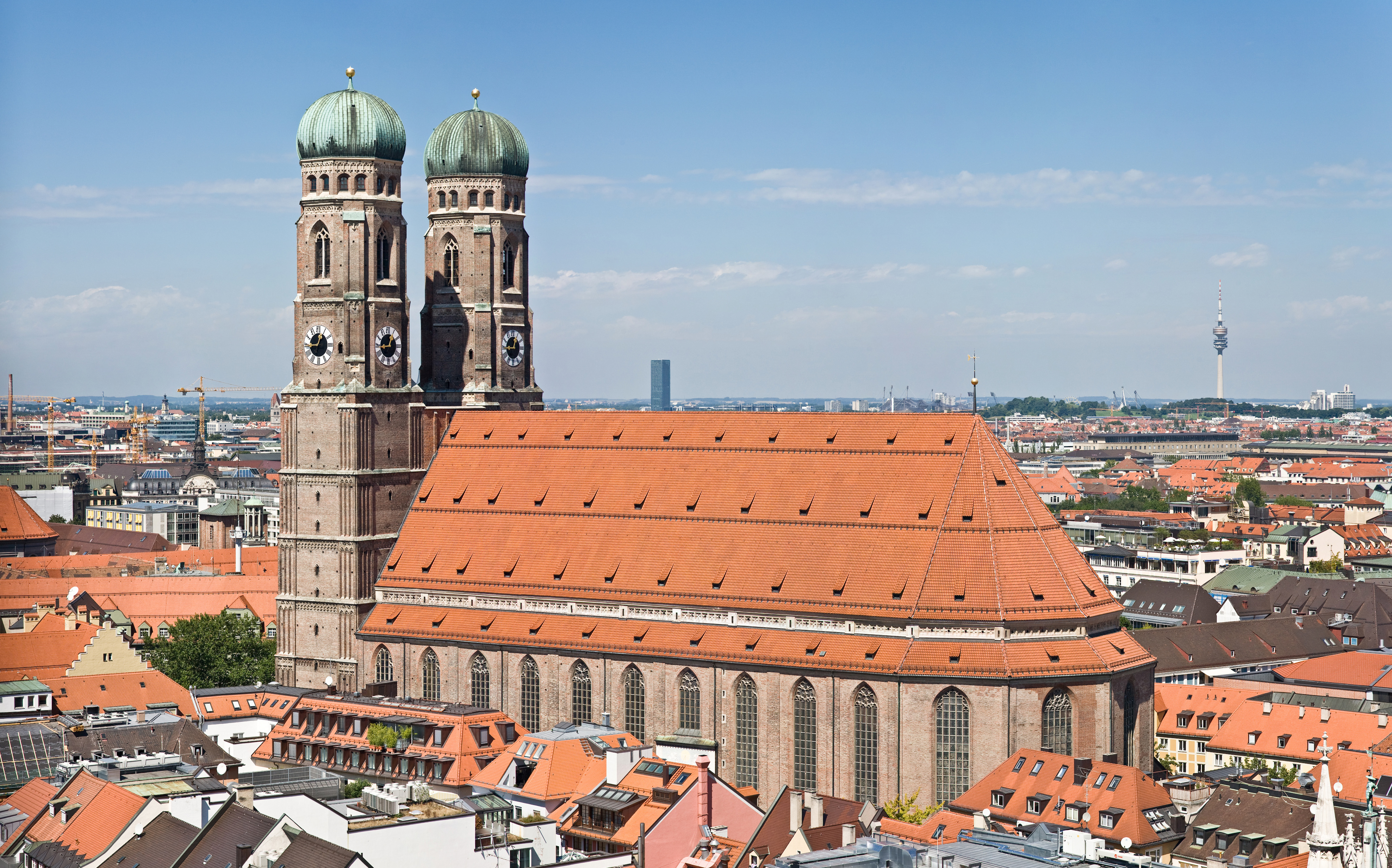
프라우엔키르헤

프라우엔키르헤(독일어: Frauenkirche)는 독일 바이에른주 뮌헨에 있는 성당으로 뮌헨 대교구 대성당과 프라이징 대주교의 소재지이다. 바이에른 수도의 상징이자 랜드마크로 꼽힌다. 홈페이지와 URL에서 '뮌헨 돔'(뮌헨 대성당)으로 불리지만 현지인들은 이 교회를 '프라우엔키르헤'라고 부른다.
교회탑은 지역적인 높이 제한 때문에 눈에 잘 띈다. 지역 주민투표라는 좁은 결과 때문에 시 당국은 도심에서 99m를 초과하는 높이의 건물을 지을 수 없도록 하고 있다. 2004년 11월부터 이 금지령이 잠정적으로 바깥쪽으로 연장되면서 도시에서는 위와 같은 높이 이상의 건물을 지을 수 없게 됐다. 계단을 오르고자 하는 사람들에게 보통 공개되는 남쪽 타워는 현재의 보수 공사가 끝나면 뮌헨과 인근 알프스 산맥의 독특한 경관을 제공할 것이다.